# Хильдесхайм (район)
Хильдесхайм (нем. Hildesheim) — район в Германии. Центр района — город Хильдесхайм. Район входит в землю Нижняя Саксония. Занимает площадь 1206 км². Население — 283,5 тыс. чел. (2010). Плотность населения — 235 человек/км².
Официальный код района — 03 2 54.
Район подразделяется на 40 общин.

## Города и общины
1. Хильдесхайм (102 718)
2. Альфельд (20 234)
3. Зарштедт (18 502)
4. Бад-Зальцдетфурт (13 659)
5. Нордштеммен (12 620)
6. Харзум (11 848)
7. Боккенем (10 585)
8. Гизен (9777)
9. Эльце (8991)
10. Шеллертен (8276)
11. Альгермиссен (7964)
12. Зёльде (7963)
13. Холле (7393)
14. Дикхольцен (6706)

Управление Дуинген
1. Дуинген (2907)
2. Мариенхаген (815)
3. Коппенграфе (703)
4. Хойерсхаузен (505)
5. Венцен (409)

Управление Фреден (Лайне)
1. Фреден (3073)
2. Винценбург (746)
3. Ландвер (520)
4. Эфероде (500)

Управление Гронау (Лайне)
1. Гронау (5232)
2. Айме (2754)
3. Бантельн (1585)
4. Деспеталь (1350)
5. Реден (1150)
6. Бетельн (1020)
7. Брюгген (929)

Управление Ламшпринге
1. Ламшпринге (3006)
2. Зелем (937)
3. Вольтерсхаузен (851)
4. Харбарнзен (619)
5. Нойхоф (416)

Управление Зиббессе
1. Зиббессе (2680)
2. Аденштедт (1031)
3. Альмштедт (942)
4. Вестфельд (937)
5. Эберхольцен (628)

(30 июня 2010)